# Västkustarv
Västkustarv (Cerastium diffusum) är en växtart i familjen nejlikväxter.